# 劳伦·亨普
劳伦·梅·亨普（英語：Lauren May Hemp；2000年8月7日—），英格兰女子职业足球运动员，司职前锋，目前效力于曼城足球俱乐部和英格兰女子足球代表队。她曾代表英格兰参加2022年欧洲女子足球锦标赛和2023年国际足联女子世界杯等多场国际赛事。